# Stage Fright (film, 1940)
 (septembre 2024).
Si vous disposez d'ouvrages ou d'articles de référence ou si vous connaissez des sites web de qualité traitant du thème abordé ici, merci de compléter l'article en donnant les références utiles à sa vérifiabilité et en les liant à la section « Notes et références ».
Pour les articles homonymes, voir Stage Fright (homonymie).
Pour plus de détails, voir Fiche technique et Distribution.
Stage Fright est un cartoon Merrie Melodies réalisé par Chuck Jones en 1940.